# Ivana Petrova
Ivana Gueorguieva Petrova –en búlgaro, Ивана Георгиева Петрова– (26 de agosto de 2001) es una deportista búlgara que compite en halterofilia.
Ganó dos medallas de plata en el Campeonato Europeo de Halterofilia, en los años 2019 y 2021, ambas en la categoría de 45 kg.

## Palmarés internacional
| Campeonato Europeo | Campeonato Europeo | Campeonato Europeo | Campeonato Europeo |
| Año                | Lugar              | Medalla            | Categoría          |
| ------------------ | ------------------ | ------------------ | ------------------ |
| 2019               | Batumi (Georgia)   | Medalla de plata   | 45 kg              |
| 2021               | Moscú (Rusia)      | Medalla de plata   | 45 kg              |